# Barracouta Ridge
Barracouta Ridge (englisch für Snoekrücken) ist ein langer und gezackter Gebirgskamm in der antarktischen Ross Dependency. Im Königin-Maud-Gebirge erstreckt er sich ausgehend vom Mount Fridtjof Nansen in nördlicher Richtung bis zum Webster Knob am Kopfende des Strøm-Gletschers.
Die geologische Mannschaft um Laurence McKinley Gould (1896–1995) bei der US-amerikanischen Byrd Antarctic Expedition (1928–1930) entdeckte ihn im Jahr 1929. Bestiegen wurde er erstmals von der Südgruppe der New Zealand Geological Survey Antarctic Expedition (1963–1964). Diese benannte ihn nach seiner Ähnlichkeit mit der gezackten Rückenflosse eines Snoek (Thyrsites atun, auch bekannt als Hechtmakrele; in Neuseeland auch als Barracouta  bezeichnet).